# Mark Bedford
Mark William Bedford, född 24 augusti 1961 i London, England, smeknamn 'Bedders', är basist och den yngsta medlemmen i det brittiska ska/popbandet Madness.
Bedford studerade i William Ellis School i Kentish Town och blev bekant med medlemmarna i "The North London Invaders" när de hade en spelning där. Bandets första basist, Chas Smash, (som senare skulle komma tillbaka som andresångare och trumpetare) hade nyligen fått sparken och de letade efter en ny, och Bedford bjöds därför in till ett provrep. Han behövde bara spela med på en låt innan bandmedlemmarna bad honom att bli fast medlem. Senare skulle Bedford ta in Daniel Woodgate som trummis.
Han skrev några låtar som gavs ut på Madness skivor 1979-1980, för att sedan sluta skriva låtar nästan helt.
Efter Madness splittring 1986 blev han medlem i Voice of the Beehive, men återvände till Madness i och med deras comeback 1992.
Bedford bildade också jazzgruppen Butterfield 8 tillsammans med Higsonsmedlemmen Terry Edwards. De släppte singeln "Watermelon Man" och albumet "Blow!".
Förutom att spela med Madness på Storbritanniens klubbar och pubar (och en och annan tur ut i Europa) och på deras oregelbundet släppta skivor, arbetar han som grafisk designer och driver han sin egen designaffär i Camden Town, London.
Bedford har skrivit musiken till bl.a. The Return of the Los Palmas 7 (1981, tillsammans med Daniel Woodgate) och One Better Day (1984).